# Taijiquan

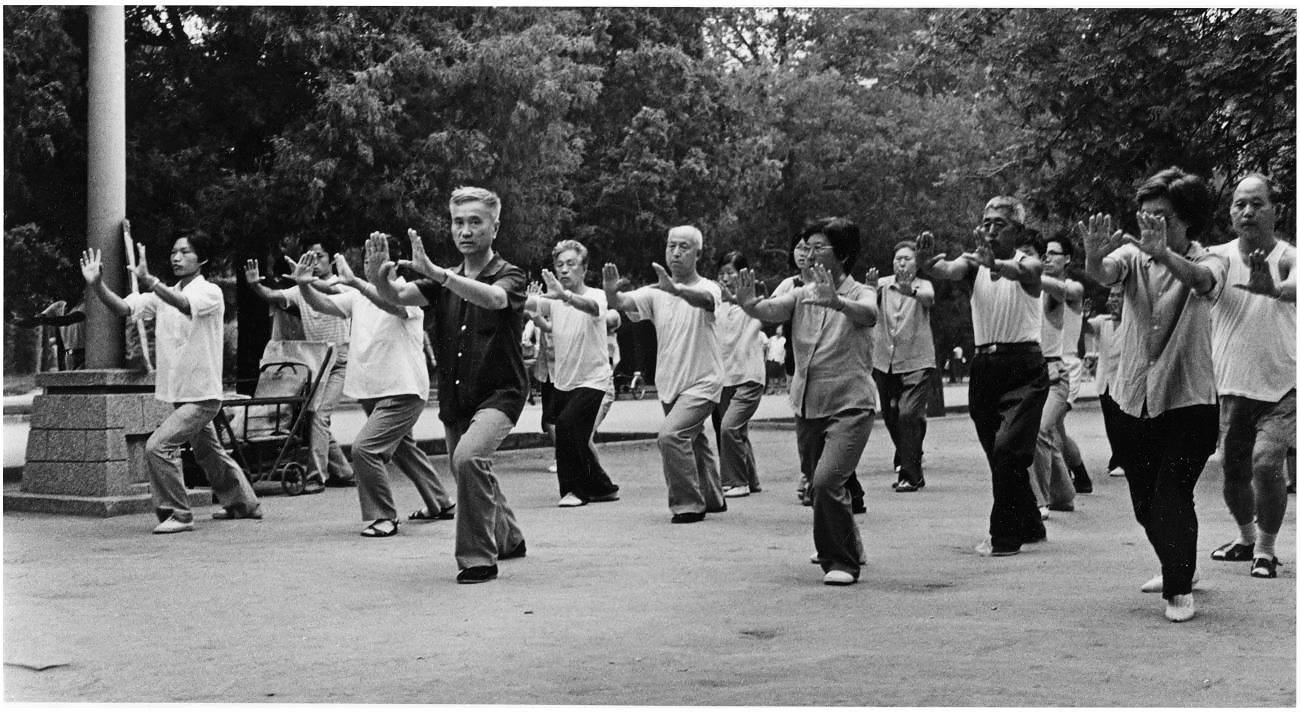
En grupp människor tränar taijiquan i Peking, augusti 1988. Foto: Lars Mongs, Arxfoto

Tàijíquán (T'ai chi ch'uan, 太極拳 eller 太极拳) är en stridskonst besläktad med daoismen. Den genomsyras av balansen mellan de två krafterna yin och yang. Används även som terapiform inom traditionell kinesisk medicin. Fokuserar på inre styrka, koncentration, balans och långsamma rörelser. 
Taiji utövas i vad som kallas form. Formen består av en lång serie rörelser som utförs i ett svep utan tydliga övergångar mellan rörelserna. För lite mer avancerade utövare finns "push hands"-tekniker som utövas med en partner. Taiji-former finns även med bredsvärd, rakt svärd och spjut och stav.
När taijiquan används som kampkonst/självförsvar är rörelserna inte längre långsamma. Däremot finns filosofin om mjukt och hårt, cirkulärt och rakt och växlingarna däremellan fortfarande med. 
I Kina konstruerades några versioner av taiji där kampmomenten inte brukar betonas så mycket (till exempel 24 formen skapad av Li Tian Ji). Denna taiji har blivit till en kinesisk folkgymnastik. Somliga menar att taiji till och med kan bota sjukdomar.
Taiji uppstod i Henan i området kring vad som idag är Wen Xian. Olika byar tvistar om vem som var först men de två orterna som haft flest utövare och prominenta figurer är byn Chen Jia Gou och staden Zhaobao som ligger ett par kilometer från varandra. Alla andra stora skolor (se nedan) har sitt ursprung i antingen Chen Jia Gou, Zhaobao eller båda. Yang Lu Chan som studerat med lärare från Chen Jia Gou (speciellt Chen Chang Xing) tog taiji till Peking och gjorde den känd och berömd. Han fick namnet Yang den oövervinnelige (Yang Wu Di) på grund av sin stora skicklighet i strid. Det var i Peking som intresset för taiji som hälsobefrämjande övning blev allt starkare och mer accentuerat. Yang Lu Chans sonson Yang Chen Fu förändrade många av rörelserna som hoppsparkar, kraftexplosioner m.m. för att få en form som kunde tränas av vem som helst oavsett ålder. En liknande utveckling skedde även i flera av de andra stilarna men undantag av Chen stilen.
Det finns olika skolor (eller stilar):
- Cheng Man Chings korta form
- Chen-stil
- Yang-stil
- Wu-stil
- Sun-stil
- Zhaobao-stil
- Wudang Tai Chi Chuan (även kallad Practical Tai Chi Chuan)